# 豐田Ractis
豐田Ractis（日文：トヨタ・ラクティス）是由日本豐田所生產的一款小型五門掀背車和迷你多用途汽車（Mini MPV），在2005年以豐田Echo Verso和Yaris Verso 的後繼車並取名為Ractis的姿態在日本市場推出。

## 概要
Ractis的車名由來是以英語「run」的「R」、「activity」的「acti」、「space」的「s」組合而成。
第一代Ractis最初只在日本本土販賣，在其他同樣靠左行駛道路的東南亞地區（即右駕版，如香港、新加坡等）亦有以平行進口方式販售。直至2009年，香港皇冠車行正式引入，令香港成為日本以外第一個發售的地區。但香港行貨只引入了無段自動變速器（Super CVT-i）版本，並無7速自動變速器（Super ECT）及四輪驅動版本。而二代Ractis則會有歐洲版，不再限制於日本發售。

## 第一代CP100型
第一代分成前後期，前期的發行日期由2005年10月至2007年12月，後期則是由2007年12月至2010年11月。

### 各版本特色
- X －1300cc。（香港優越版）
- XL－1300cc、Keyless Go、恆温冷氣連籬子族空氣過濾系統、AUTO頭燈、原廠晶片防盜、倒車自動調較倒後鏡。（香港豪華版）
- G －1500cc、7速+/-波、皮軚環。
- GL－1500cc、7速+/-波、皮軚環、皮波棍、Keyless Go、恆温冷氣連籬子族空氣過濾系統、AUTO頭燈（只限後期）、原廠晶片防盜。
- GS－1500cc、7速+/-波、皮軚環、皮波棍、門版電鍍手抽、原廠小包圍、仿跑車隻色座位、尾碟殺車、恆温冷氣連籬子族空氣過濾系統、AUTO頭燈（只限後期）、原廠晶片防盜。

## 第二代CP120型
2010年9月30日豐田發表Verso-S，是為Ractis的第二代及歐洲版，同年於2010巴黎車展展出，表示會於同年11月發售。香港則稱為Ractis Verso（但在2014年7月因改用日本版規格而恢復為Ractis），並於同年11月26日進行新車揭幕。
同年富士重工業宣布在日本推出全新Trezia，這款車以第二代Ractis作為藍本，故此兩者不論造型、車廂陳設，甚至機械配搭也頗為相似。主要分別只在於車頭的水箱欄柵，以及貼在車子內外的廠徽不同而已。
Ractis 已於2016年6月30日後正式停產。

## 內部連結
- 速霸陸Trezia